# Paul Morton
Pour les articles homonymes, voir Morton.
Paul Morton, né le 22 mai 1857 à Détroit (Michigan) et mort le 19 février 1919 à New York, est un homme d'affaires et homme politique américain. Membre du Parti républicain, il est secrétaire à la Marine entre 1904 et 1905 dans l'administration du président Theodore Roosevelt.